# Murtschechort
Murchehkhort, auch: Morchehkhort (persisch مورچه خورت, DMG Mūrče-Ḫūrt) in Iran, ist eine kleine Ortschaft nördlich der Stadt Isfahan an der ehemaligen Hauptverbindungsstraße nach Teheran, wobei die Ortschaft noch zur Provinz Isfahan zählt.
Bekannt ist die Gemeinde für ihre Teppiche und Brücken (kleine bis mittelgroße und zumeist recht wertvolle Teppiche). Die Erzeugnisse dieser Region sind fein und von gleichmäßiger und fester Struktur. Der halbhohe Flor besteht aus kräftiger, mattglänzender Wolle. Die Teppiche  zeigen zumeist ein stilvolles, auf kleinteiliger Rautung beruhendes Rapportmuster auf. Eckige Palmetten wechseln mit Gruppen von stark stilisierten Blüten, Sträuchern und Arabesken.
Der Grund ist zumeist in warmen, rostroten Farben gehalten. Darauf wirken die Motive in Hell- und Dunkelblau, kräftigem Grün, Orangerot oder Weiß hervorstechend plastisch. Nicht selten haben die Teppiche ihre Anlehnung an die alten, mit Dschangali (vielfarbige Blütenmotive) versehenen Dschouschegans und gehören zu den besten Produktionen der jüngeren Zeit. Die Knüpfdichte liegt gewöhnlich bei ca. 280.000 persischen Knoten pro m².